# Trastorn d'horari
El trastorn d'horari, en anglès jet lag, també conegut com a descompensació horària, disrítmia circadiària o síndrome dels fusos horaris, és un desequilibri produït entre el rellotge intern d'una persona (que marca els períodes de somni i vigília) i el nou horari que s'estableix en viatjar amb avió llargues distàncies, a través de diverses regions horàries.